# Leptosphaerulina australis
Leptosphaerulina australis är en lavart som beskrevs av McAlpine 1902. Leptosphaerulina australis ingår i släktet Leptosphaerulina, ordningen Pleosporales, klassen Dothideomycetes, divisionen sporsäcksvampar och riket svampar.   Inga underarter finns listade i Catalogue of Life.